# The Vaquero's Vow
The Vaquero's Vow er en amerikansk stumfilm fra 1908 af D. W. Griffith.

## Medvirkende
- Charles Inslee som Renaldo
- Harry Solter som Gonzales
- Linda Arvidson
- Gladys Egan
- Frank Evans